# Liste der diplomatischen Vertretungen in Burkina Faso

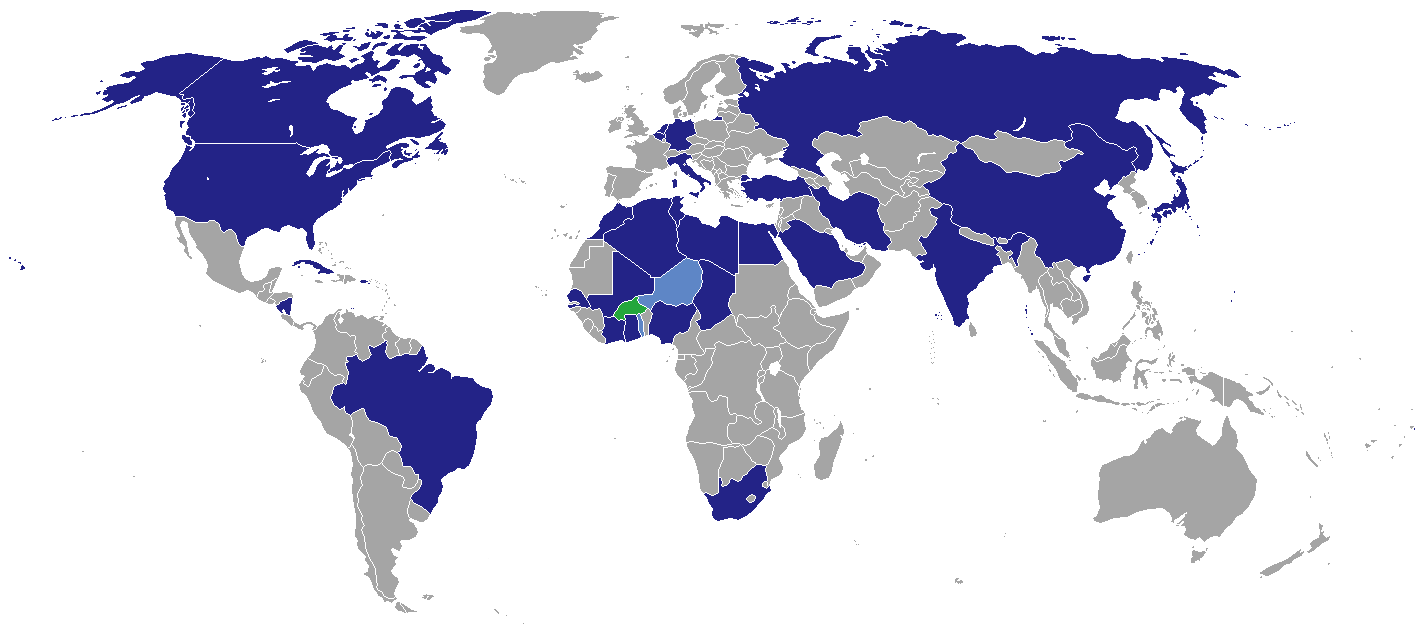
Staaten mit einer Botschaft in Burkina Faso

Die Liste der diplomatischen Vertretungen in Burkina Faso führt Botschaften und Konsulate im afrikanischen Staat Burkina Faso (Stand 2019) auf.

## Botschaften in Burkina Faso
27 Botschaften sind in Burkina Fasos Hauptstadt eingerichtet (Stand 2019).

### Staaten
| - Algerien: Botschaft - Belgien: Botschaft - Brasilien: Botschaft - Kanada: Botschaft - Tschad: Botschaft - Volksrepublik China: Botschaft - Kuba: Botschaft - Dänemark: Botschaft - Ägypten: Botschaft - Frankreich: Botschaft - Deutschland: Botschaft - Ghana: Botschaft - Italien: Botschaft | - Elfenbeinküste: Botschaft - Japan: Botschaft - Libyen: Botschaft - Luxemburg: Botschaft - Mali: Botschaft - Marokko: Botschaft - Nigeria: Botschaft - Saudi-Arabien: Botschaft - Senegal: Botschaft - Südafrika: Botschaft - Schweden: Botschaft - Türkei: Botschaft - Vereinigte Staaten: Botschaft |

### Vertretungen Internationaler Organisationen
- Vatikanstadt: Botschaft